# 心所
心所（藏語：སེམས་བྱུང，威利转写：sems byung，THL：sem-jung），又稱心所法、心所有法、心數、心數法，佛教術語，意指心的所緣、所有，與心相應俱起的法。當心識在運作時，會與心識同時發生的各種名法皆可稱為心所。它的功用是作為心的助伴，支持心的運作。

## 概論
心所有法，指繫屬於心（巴利語；梵語：Citta），與心相應，依心（識蘊）而起的心理現象與感受。五蘊中的受蘊、想蘊，以及行蘊（思），為心所法，心相應法。
最初，行蘊的主要解釋為思（意業）。部派佛教對行蘊作了廣義的解釋和分析，將更多類型的現象納入行蘊當中，演變為後來阿毘達磨「心所」法的樣貌。這些行蘊心所之法，若與善心相應即為善心所，與不善心相應即為不善心所，與無記心相應則為無記心所。
有些部派，如說一切有部等，還立有「心不相應行法」，雖屬行蘊，但非心所法，不與心相應，南傳上座部則不立心不相應行法。
在部派佛教初期，對於心所是否存在以及心所法的性質，就已經出現爭議。在部派佛教中，主張離心之外別有心所的部派，包括說一切有部、大眾部、法密部、化地部。經量部等則認為離心之外別無心所，在《成實論》中記錄了這些爭議。即使是在部派內部，也存在一些爭論，如說一切有部中，法救與覺天認為沒有離於心識而獨立存在的心所，認為心所只是心的狀態之一；
唯識學派中也保持這些爭議，如《大乘莊嚴經論》中，認為心所是心的一種呈現，而《瑜伽師地論》與《成唯識論》等則認為心所與心有別。八識心王能了別所緣境界之整體相貌，是屬無記性。五遍行及一切與識相應俱起心所有法則能了別所緣境界之別別獨特相貌，故而能起善、不善、無記、三性染淨差別。　

## 現代考證
心所學說是否在釋迦牟尼時代就已經被提出，目前仍然有所爭議。上座部佛教中，最早提到心所的是《無礙解道》與《義釋》等兩部納入小尼柯耶的經典。這兩部經典被視為是阿毘達磨論書的前身，因此相關概念的前身應該在初期佛教就已經出現。
在雜阿含經中，還沒有提到這個名詞，但在論藏中，這是一個重要的概念。现今南传上座部的《经藏·长部》的《坚固经》中，记载佛陀曾说，有比丘能观察诸有情及他人的心、心所有法及寻、伺等法。其中“心所有法”被認為相當於後世的“心所”概念，因此心所的概念可能在佛教早期就已经出现。
水野弘元、勝又俊教等佛教學者相信，心所的概念是在部派佛教時期出現。水野弘元分析漢傳阿含經，相似於心所的名詞，在阿含經中共出現五次，但是其對應的相應部經典段落中，卻沒有提到心所。他認為在漢傳阿含經中這些提到心所的段落是在後世才被加進去，心所學說應起源於說一切有部及分別說部。勝又俊教分析梵文與巴利文對心、意、識的構詞，以及經典中的相關敍述，認為在阿含經與尼柯耶中還沒有實體的心與心所概念。

## 分類
心所法主要分為三大系：說一切有部所傳，在《品類論》提出，經《大毘婆沙論》、《雜阿毘曇心論》，由世親在《俱舍論》中定型為46類心所；大乘佛教瑜伽行唯識學派承繼俱舍論體系，再劃分為51心所；南傳上座部所傳，在《法集論》提出，經覺音所整理，至《攝阿毘達磨義論》定型為52心所。

### 說一切有部
此處介紹《俱舍論》整理出來的體系〔46類心所法〕為主。
- 心所法（46）

- 大地法（10）- （相應一切心）

- 受、想、思、觸、欲、慧、念、作意、勝解、三摩地

- 大善地法（10）- （相應一切善心）

- 信，勤，捨，慚，愧，無貪，無瞋，不害，輕安，不放逸

- 大煩惱地法（6）- （一切污染心，與不善心、有覆無記心共通而相應）

- 癡、放逸、懈怠、不信、掉舉、惛沈

- 大不善地法（2）- （僅相應一切不善心）

- 無慚、無愧

- 小煩惱地法（10）- （與無明相應，不能同時起兩種以上）

- 忿、覆、慳、嫉、惱、害、恨、諂、誑、憍

- 不定地法（8） - （前五所不攝）

- 惡作、睡眠、尋、伺、〔普光《俱舍論記》加入：貪、嗔、慢、疑〕

釋日慧認為《俱舍論》的不定地法僅有「睡眠、惡作、及尋、伺」四類，「貪、瞋、慢、疑」這四種煩惱心所不為本論的不定地法所攝。
《甘露味論》承續《品類論》列舉了十大地法，十大煩惱地法，十小煩惱地法，十大善地法這四十類心所。《成實論》取材了說一切有部阿毘達磨的心所法體系，而從譬喻師、分別說者的觀點加以評論取捨。

### 瑜伽行唯識
此處介紹《大乘阿毘達磨集論》和《大乘百法明門論》整理出來的體系〔51類心所法〕，大乘佛教通常採用此分類。
- 心所法（51）

- 遍行心所（5）

- 作意、觸、受、想、思

- 別境心所（5）

- 欲、勝解、念、定、慧

- 善心所（11）

- 信，精進，慚，愧，無貪，無瞋，無癡，輕安，不放逸，行捨，不害

- 煩惱心所（6）

- 貪、嗔、癡、慢、疑、不正見

- 隨煩惱心所（20）

- 忿、恨、覆、惱、嫉、慳、誑、諂、害、憍（小隨煩惱，10）
- 無慚、無愧（中隨煩惱，2）
- 掉舉、惛沈、不信、懈怠、放逸、失念、散亂、不正知（大隨煩惱，8）

- 不定心所（4）

- 惡作、睡眠、尋、伺

《瑜伽師地論》於隨煩惱心所，別說邪欲、邪勝解，總成五十三法。《成唯識論述記》說邪欲、邪勝解雖是隨煩惱，但體性乃屬「別境心所」之欲與勝解，通善、惡、無記三性，因此在隨煩惱中略而不說。智儼《華嚴五十要問答》第三十六，於百法明門煩惱心所的不正見（即五惡見），拆分為五，而為五十五法。

### 南傳上座部
此處介紹南傳上座部觉音以及《攝阿毘達磨義論》整理出來的〔52類心所法〕。
- 心所法（52）

- 通一切心所（13）

- 觸、受、想、思、心一境性、命根、作意（遍一切心心所，7）
- 尋、尋伺、勝解、精進、喜、欲（雜心所，6）

- 美心所（25）

- 信，念，慚，愧，無貪，無瞋，捨，身輕安，心輕安，身輕快，心輕快，身柔軟，心柔軟，身適業，心適業，身練達，心練達，身正直，心正直（遍一切美心心所，19）
- 正語，正業，正命（離心所，3）
- 悲，隨喜（無量心所，2）
- 慧（無痴心所，1）

- 不善心所（14）

- 癡、無慚、無愧、掉舉（遍一切不善心心所，4）
- 貪、邪見、慢（貪因心所，3）
- 嗔、嫉、慳、惡作（嗔因心所，4）
- 疑（癡因心所，1）
- 惛沈、睡眠（有行心所，2）

### 其他
據《順正理論》記載，上座室利邏多（經量部）不承許十大地法，而只說受、想、思三種心所。《成唯識論述記》記載正量部說善心所有十三，在十大善地法之外，另增添無癡、欣、厭。
《舍利弗阿毘曇論》（分別說部）和《解脫道論》（赤銅鍱部無畏山寺派）中，也列舉解說心所法。